# El Herrumblar
El Herrumblar é um município da Espanha, na província de Cuenca, comunidade autônoma de Castela-Mancha. Tem 46,10 km² de área e em 2021 tinha 690 habitantes (densidade: 15 hab./km²). Limita com os municípios de Iniesta e Villamalea.